# Citropsis noldeae
Citropsis noldeae là một loài thực vật có hoa trong họ Cửu lý hương. Loài này được Exell & Mendonça mô tả khoa học đầu tiên năm 1951.